# 爪
爪（Claw），又稱爪子或鉤爪，是羊膜动物（哺乳類、鳥類及爬蟲類）於手指及腳趾末端的表皮角質層附加物。

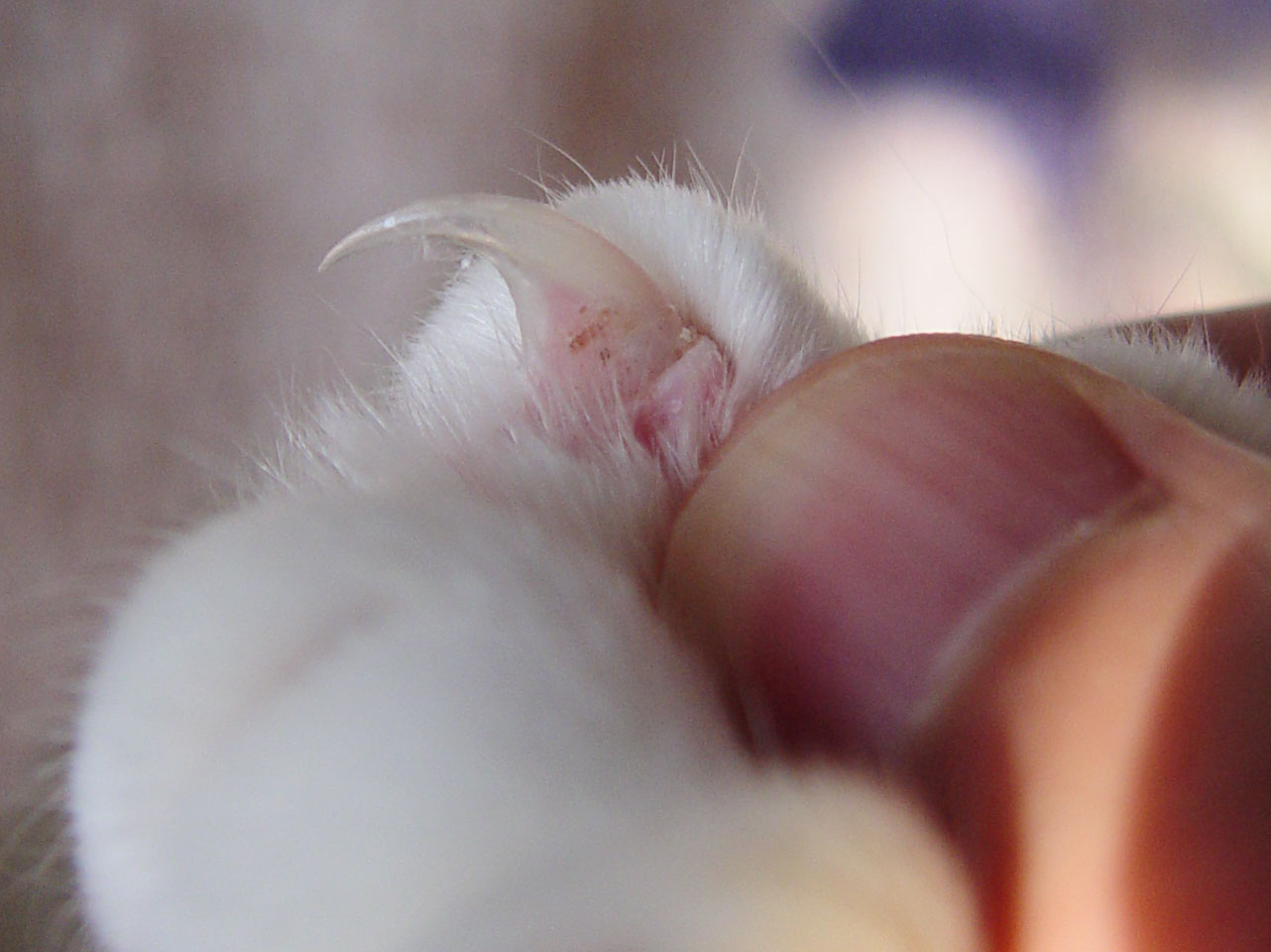
貓爪
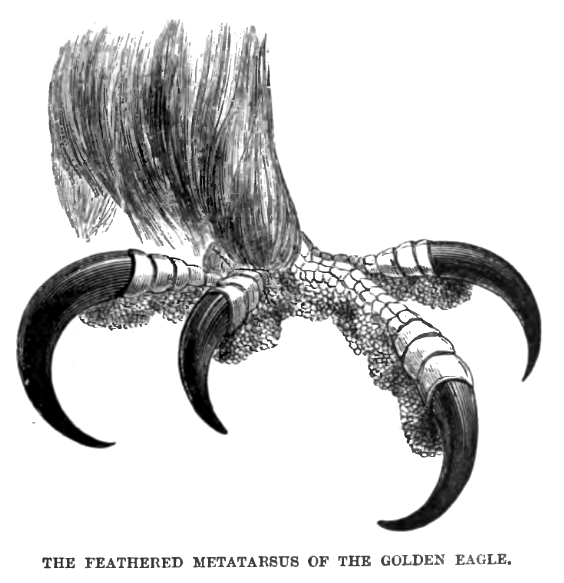
強大的金雕爪
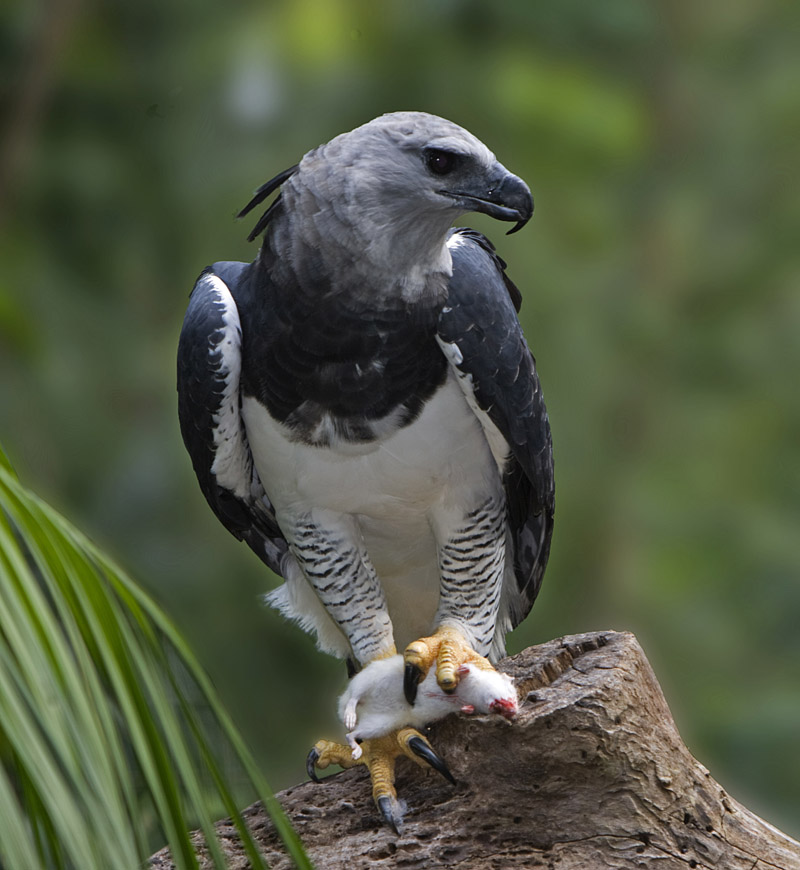
角雕爪，抓住老鼠